# Dubrava Samoborska
Dubrava Samoborska je naselje koje se nalazi u sastavu Grada Samobora, Zagrebačka županija. Površina naselja iznosi 1,57 km2.

## Stanovništvo
Prema popisu stanovništva iz 2011. godine, naselje je imalo 244 stanovnika te 51 obiteljskih kućanstava prema popisu iz 2001.
| broj stanovnika | 37    | 50    | 61    | 75    | 104   | 83    | 107   | 105   | 131   | 150   | 176   | 183   | 178   | 200   | 189   | 244   | 247   |
|                 | 1857. | 1869. | 1880. | 1890. | 1900. | 1910. | 1921. | 1931. | 1948. | 1953. | 1961. | 1971. | 1981. | 1991. | 2001. | 2011. | 2021. |